# 호이퐁
호이퐁(베트남어: Hội Phong / 會豊 회풍 / 1092년 8월 ~ 1101년 1월)은 베트남 리 왕조(李朝) 인종(仁宗) 리깐득(李乾德)의 네번째 연호이다. 일설에서는 호이푸(베트남어: Hội Phù / 會符 회부)로 칭하기도 한다.

## 개원
- 꽝흐우(廣祐) 8년(1092년) 8월에 연호를 호이퐁(會豊)으로 개원함.[1][2][3]

- 호이퐁(會豊) 10년(1101년) 1월에 연호를 롱푸응우옌호아(龍符元化)로 개원함.[1][2]

## 연대 대조표
| 호이퐁     | 원년       | 2년        | 3년        | 4년        | 5년        | 6년        | 7년        | 8년        | 9년        | 10년       |
| 서기(西紀) | 1092년     | 1093년     | 1094년     | 1095년     | 1096년     | 1097년     | 1098년     | 1099년     | 1100년     | 1101년     |
| 간지(干支) | 임신(壬申) | 계유(癸酉) | 갑술(甲戌) | 을해(乙亥) | 병자(丙子) | 정축(丁丑) | 무인(戊寅) | 기묘(己卯) | 경진(庚辰) | 신사(辛巳) |

## 동시대 연호

### 중국
북송(北宋)
- 원우(元祐) (1086년 ~ 1094년)
- 소성(紹聖) (1094년 ~ 1098년)
- 원부(元符) (1098년 ~ 1100년)
- 건중정국(建中靖國) (1101년)

요(遼)
- 대안(大安) (1085년 ~ 1094년)
- 수창(壽昌) (1095년 ~ 1101년)

서하(西夏)
- 천우민안(天祐民安) (1090년 ~ 1097년)
- 영안(永安) (1098년 ~ 1100년)
- 정관(貞觀) (1101년 ~ 1113년)

대리국(大理國)
- 천우(天祐) (1091년 ~ 1094년)
- 천수(天授) (1096년)
- 명개(明開) (1097년 ~ 1103년)

대중국(大中國)
- 상치(上治) (1094년 ~ 1095년)

### 일본
- 간지(寛治) (1087년 ~ 1094년)
- 가호(嘉保) (1094년 ~ 1096년)
- 에이초(永長) (1096년 ~ 1097년)
- 조토쿠(承徳) (1097년 ~ 1099년)
- 고와(康和) (1099년 ~ 1104년)